# Gannico
Gannico (... – Cantenna, 71 a.C.) è stato un militare gallico oltre che uno dei tre capi della terza guerra servile.

## Biografia
Con il trace Spartaco ed i galli Crixo, Enomao e Casto, divenne uno dei leader della rivolta di schiavi durante la terza guerra servile (73-71 a.C.). Nell'inverno del 71 a.C. Gannico, assieme a Casto, si divise da Spartaco. I due incontrano la loro fine nella battaglia di Cantenna presso il monte Soprano (Lucania), dove, in inferiorità numerica, furono sconfitti dall'esercito romano.

## Nei media
- Spartacus, serie televisiva statunitense (2010-2013).
- Spartacus - Gli dei dell'arena, miniserie televisiva statunitense, (prequel) (2011).